# Astragalus basiflorus
Astragalus basiflorus är en ärtväxtart som beskrevs av E.Peter. Astragalus basiflorus ingår i släktet vedlar, och familjen ärtväxter. Inga underarter finns listade i Catalogue of Life.